# Catedral de Stavanger
A Catedral de Stavanger (Stavanger domkirke) é a catedral mais antiga da Noruega. Está situada no centro da cidade de Stavanger, e é a sede da Diocese de Stavanger.
O Bispo Reinald, que talvez tenha vindo de Winchester, começou a construção da Catedral em 1100 e acabou em 1150, mas no entanto a cidade de Stavanger conta 1125 como o ano da sua fundação. A Catedral foi consagrada para Swithin, como o seu santo padroeiro. Santo Swithun foi Bispo de Winchester e também padroeiro da Catedral de Winchester.
Stavanger foi devastada por um fogo em 1272, e a catedral ficou muito danificada. Foi reconstruida pelo Bispo Arne, e a catedral Românica foi ampliada em estilo Gótico.

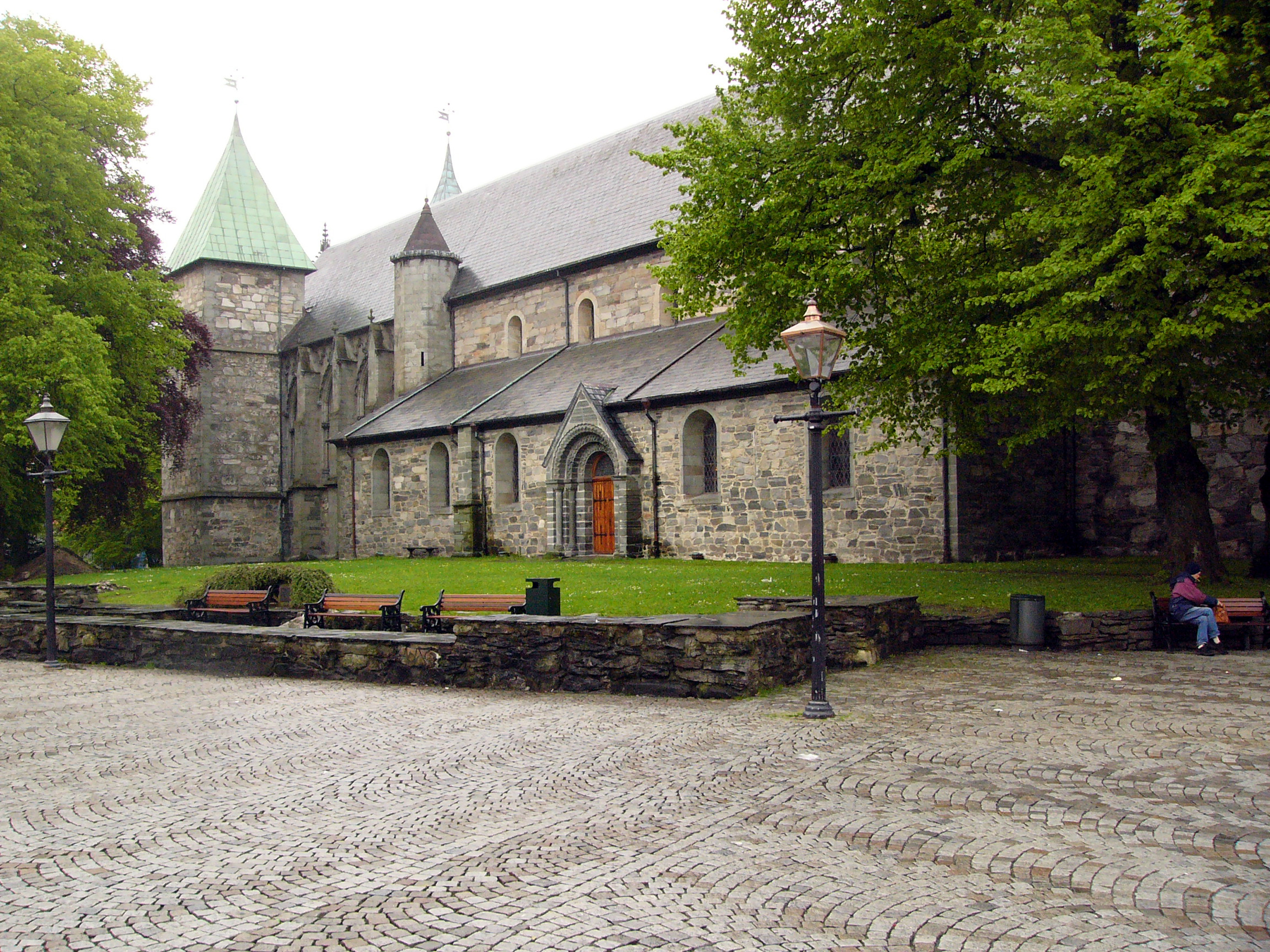
Vista exterior.
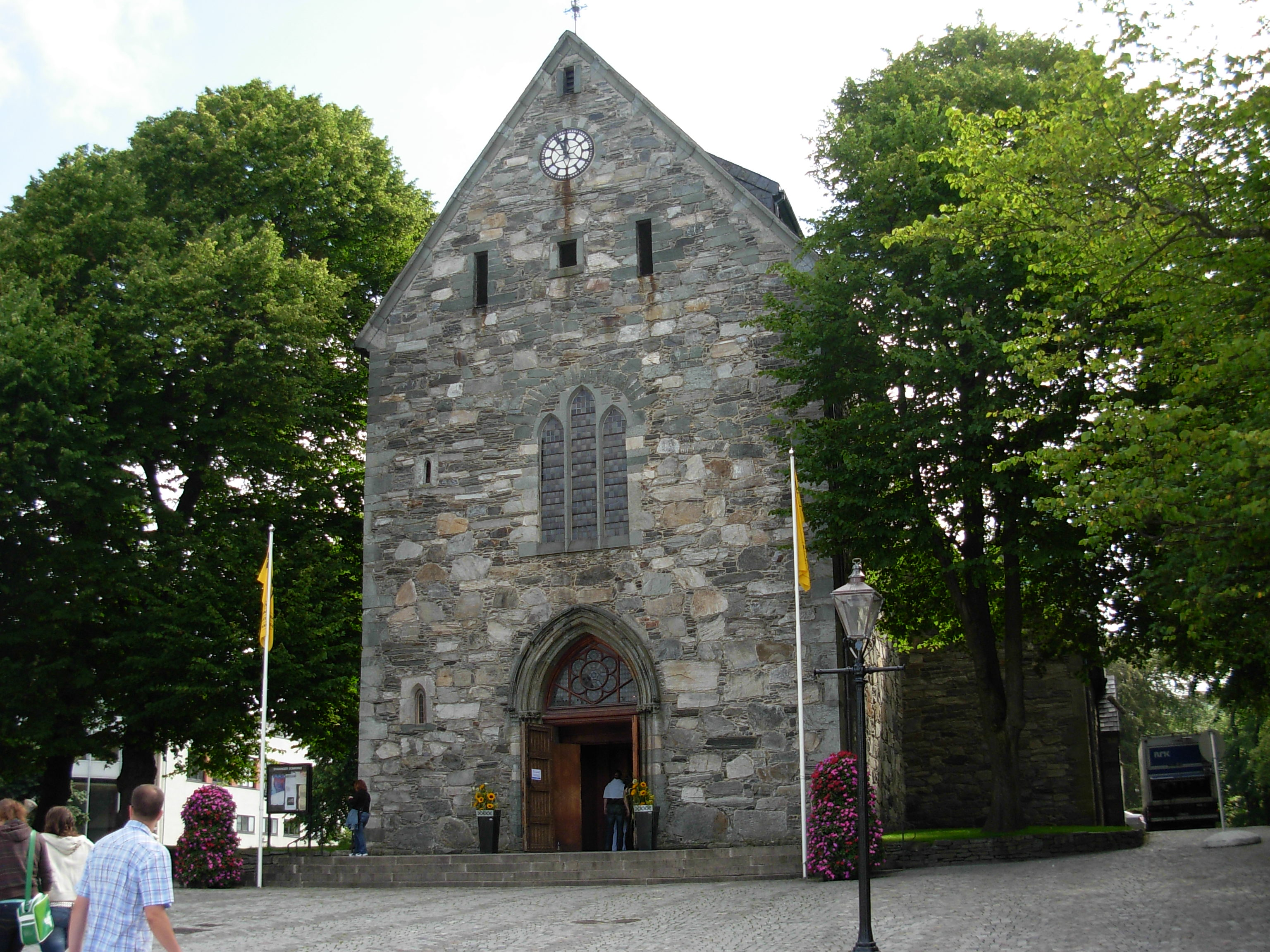
Vista frontal.
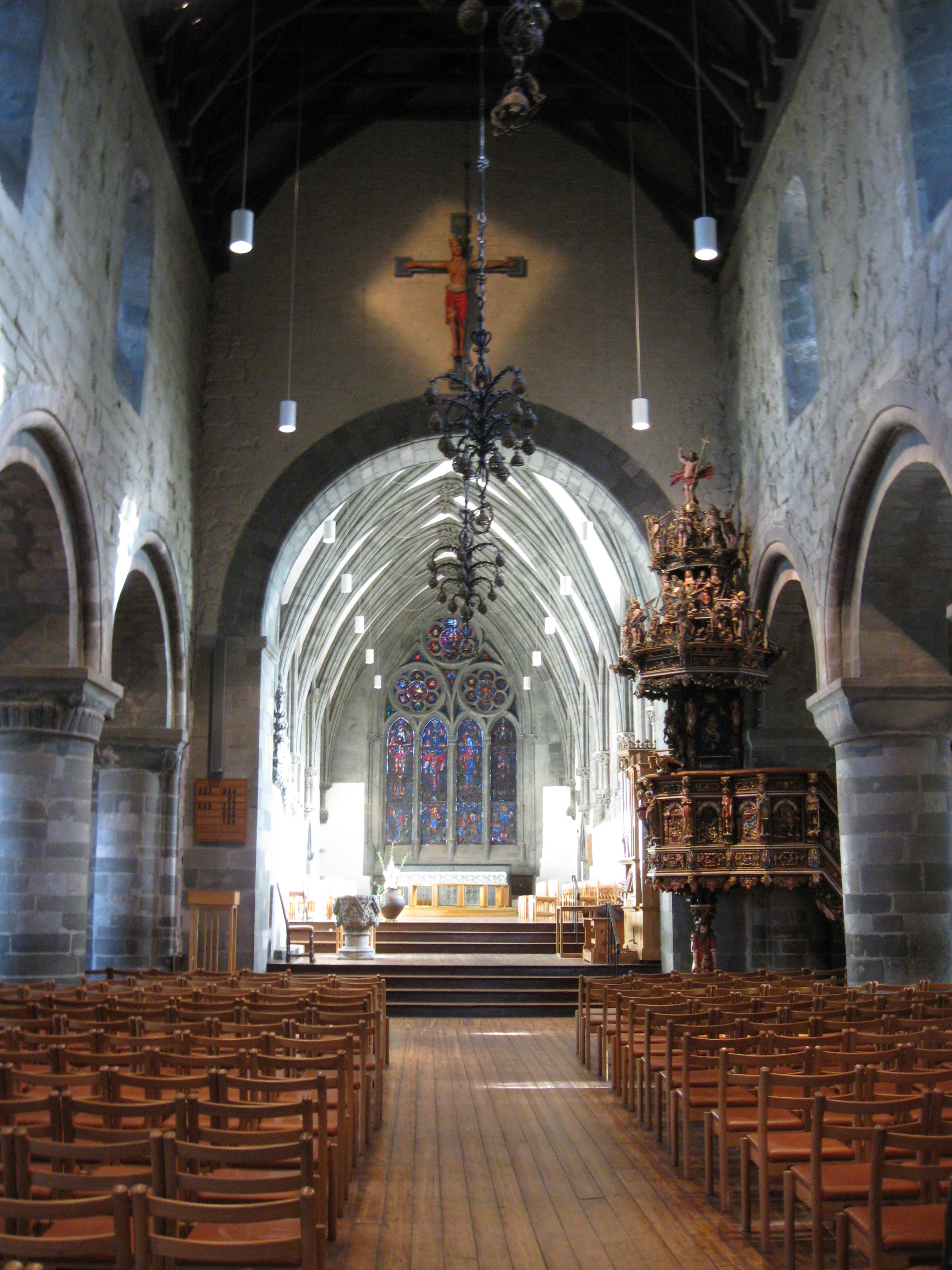
Vista interior.
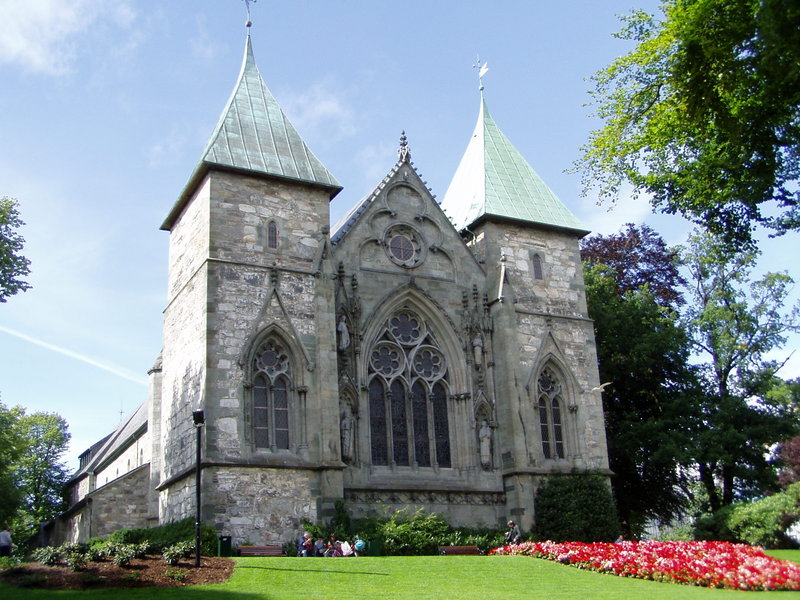
Vista traseira.